# Çaltı, Söğüt
Çaltı là một thị trấn thuộc huyện Söğüt, tỉnh Bilecik, Thổ Nhĩ Kỳ. Dân số thời điểm năm 2011 là 1.506 người.